# Схід SOS
Схід SOS — громадська організація створена 5 травня 2014 року для допомоги внутрішньопереміщеним особам зі сходу України, які змушені були покидати окуповані Росією території України внаслідок Російсько-української війни. Організація була однією з кількох так званих «SOS» організацій як от Євромайдан SOS, Армія SOS, Донбас SOS та Крим SOS, що з'явилися в Україні у 2013—2014 роках після Євромайдану та часткової окупації Росією регіонів сходу та півдня України. Організація є учасником коаліції «Справедливість заради миру на Донбасі».
Основні напрямки діяльності організації Схід SOS — всебічна допомога постраждалим у ході Російсько-української війни внутрішньопереміщеним особам зі сходу України..

## Історія
Організація була створена у 2014 році на базі луганського Правозахисного центру «Поступ» та Кримського правозахисного центру «Дія», члени яких були вимушені переїхати в неокуповану частину України через початок у 2014 році Російсько-української війни та окупації Росією частини території Донецького, Луганського та Кримського регіонів України.
У вересні 2015 — липні 2016 року «Схід SOS» спільно з організаціями «Крим SOS», «Центр зайнятості Вільних людей» та «Новий Донбас» брав участь у діяльності центру допомоги переселенцям «Будинок вільних людей».
На парламентських виборах 2019 року троє членів «Схід SOS» — Костянтин Рєуцький, Євгеній Васильєв та Іветта Кузьміна, балотувалися як самовисуванці на мажоритарних округах в Луганській області. Виконавча директорка організації Олександра Дворецька приєдналася до партії «Голос» і йшла на вибори під номером 29 у партійному списку.

## Офіс
Крім Києва організація має офіси в  Києві, Ужгороді, Дніпрі.

## Назва
Після заснування організації, у 2014—2023 роках офіційна назва організації була російськомовним виразом «Восток-SOS». Згодом, 9 листопада 2023 року представники організації повідомили про офіційну зміну назви з російськомовного виразу «Восток-SOS» на українськомовний вираз «Схід SOS».